# Produktionsfaktor
En produktionsfaktor (også kaldt input) er et fundamentalt begreb i (mikro-)økonomisk teori. Som produktionsfaktor betegnes ethvert element, som indgår i produktionen af en vare eller en tjenesteydelse. I fremstillingen af tekstiler kan således råstoffer som bomuld, halvfabrikata som sytråd og spænder, energi i form af elektricitet, arbejdskraft i form af syersker, designere, maskinarbejdere, driftschefer osv., arbejdsredskaber som sakse og målebånd samt fysisk kapital som sy- og vævemaskiner, lager- og fremstillingsbygninger osv. indgå som produktionsfaktorer.

## Inddeling
Produktionsfaktorerne opdeles ofte i få større kategorier. Inddelingen kan variere. En hyppigt set inddeling er i arbejdskraft, (fysisk) kapital og materialer. Disse kategorier kan selvfølgelig underopdeles i mange mere detaljerede faktorer. Klassiske økonomer brugte ofte opdelingen arbejdskraft, kapital og jord, som de betragtede som altomfattende. I mange økonomiske fremstillinger opererer man forenklende kun med to produktionsfaktorer: Arbejdskraft og kapital. I andre situationer vil man – afhængigt af sammenhængen – lægge vægt på anvendelsen af særlige produktionsfaktorer som energi, naturressourcer, humankapital (hvorved menes arbejdskraftens færdigheder, som er erhvervet i form af uddannelse og erfaring og dermed kan opfattes som et resultat af tidligere ”investeringer” i at erhverve sig kompetencer) eller social kapital.

## Anvendelse
Produktionsfaktorerne indgår i produktionsfunktionen, som man kan tænke på som en matematisk repræsentation af den produktionsteknologi, der transformerer produktionsfaktorerne (de leverede input) om til produktionen, altså de resulterende varer og tjenesteydelser (output). I mikroøkonomisk produktionsteori udgør virksomhedens valg af, hvilke produktionsfaktorer den vil vælge til at fremstille sit output, en vigtig del af virksomhedens profitmaksimerende adfærd. Den typiske antagelse er, at virksomheden omkostningsminimerer, dvs. den vælger de produktionsfaktorer, der kan fremstille en given mængde output billigst muligt.
I makroøkonomien spiller produktionsfaktorerne en afgørende rolle i beregningen af den funktionelle indkomstfordeling.